# Астаф'єв Максим Віталійович
Максим Віталійович Астаф'єв (нар. 30 червня 2006, Немирів, Вінницька область, Україна) — український футболіст, нападник та правий вінґер «Олександрії».

## Життєпис
У ДЮФЛУ з 2018 по 2024 рік виступав за «Прем'єр-Ниву» (Вінниця), МФА (Мукачево) та «Ниву» (Вінниця).
На початку вересня 2022 року перейшов до «Ниви». У футболці вінницького клубу дебютував 10 вересня 2022 року в програному (0:3) виїзному поєдинку Другої ліги України проти борщагівської «Чайки». Максим вийшов на поле на 67-й хвилині замість Ігоря Білика. Першим голом у дорослому футболі дебютував 4 листопада 2023 року на 82-й хвилині програного (1:4) виїзного поєдинку 16-го туру Другої ліги України проти «Звягеля». Астаф'єв вийшов на поле на 78-й хвилині замість Євгена Меженського. У складі «Ниви» зіграв 13 матчів (1 гол) у Другій лізі та 1 поєдинок у кубку України.
Напередодні старту сезону 2024/25 років перейшов до «Олександрії», де одразу ж потрапив до заявки відродженої «Олександрії-2». На професійному рівні дебютував за резервну команду олександрійців 8 серпня 2024 року в переможному (2:1) виїзному поєдинку 1-го туру групи Б Другої ліги України проти «Гірника-Спорту». Максим вийшов на поле на 67-й хвилині замість Ярослава Базаєва.